# Falstaff
|  | Per a altres significats, vegeu «Falstaff (desambiguació)». |

Sir John Falstaff és un personatge de ficció que apareix en tres drames de William Shakespeare. En les dues obres de teatre Enric IV, és un company del príncep Hal, el futur rei Enric V. A Les alegres comares de Windsor  és el pretendent bufonesc de dues dones casades.
Per bé que és sobretot una figura còmica, Falstaff encara encarna una mena de profunditat comuna als principals personatges de Shakespeare. Un gras, vanitós, jactanciós i covard cavaller, passa la major part del seu temps bevent a la taverna del Cap del Senglar amb delinqüents d'estar per casa, que viuen dels diners robats o de manllevar. Falstaff porta l'aparentment capritxós príncep Hal a problemes, i en última instància, és repudiat per Hal quan aquest es converteix en rei.
En l'Acte II, Escena III d'Enric V, la seva mort és descrita per Mistress Quickly en termes que fan referència a la descripció de Plató de la mort de Sòcrates.
Falstaff des de llavors ha aparegut en altres obres, sobretot en les òperes de Giuseppe Verdi, Ralph Vaughan Williams i Otto Nicolai. Les òperes se centren en el seu paper a Les alegres comares de Windsor.